# Grote papegaaiduif
De grote papegaaiduif (Treron capellei) is een vogel uit de familie Columbidae (duiven). De vogel werd in 1822 door Coenraad Jacob Temminck geldig beschreven en door Caspar Georg Carl Reinwardt verzameld en als eerbetoon aan de gouverneur-generaal van Nederlands-Indië vernoemd naar Godert van der Capellen.

## Kenmerken
De vogel is 36 cm lang. Het is een grote duif die leeft in de bladerkronen van hoge bomen. De vogel is overwegend grijsgroen, lichter op de buik. De vleugels zijn donkergrijs en de vleugelveren hebben gele randen. Het mannetje heeft een grote goudkleurige vlek op de borst en kastanjebruine onderstaartdekveren. Bij het vrouwtje zijn de onderstaartdekveren en de vlek op de borst geel.

## Verspreiding en leefgebied
Deze soort komt voor op het schiereiland Malakka en de Grote Soenda-eilanden en telt twee ondersoorten:
- T. c. magnirostris: schiereiland Malakka, Sumatra en Borneo.
- T. c. capellei: Java.

Het leefgebied bestaat uit ongerept of selectief gekapt regenwoud in laagland of heuvelland lager dan 1500 m boven zeeniveau.

## Status
De grootte van de populatie werd in 2022 door BirdLife International geschat op 10 tot 20 duizend individuen en de populatie-aantallen nemen af door habitatverlies. Van Java en uit Myanmar zijn geen waarnemingen van na de eeuwwisseling. Het leefgebied wordt aangetast door grootschalige ontbossingen voor houtwinning en daarna wordt natuurlijk bos omgezet in gebied voor agrarisch gebruik. Om deze redenen staat deze soort als kwetsbaar op de Rode Lijst van de IUCN.